# Gouvernementslogeergebouw (The Bottom)
Het Gouvernementslogeergebouw is een historisch gebouw gelegen in de hoofdstad The Bottom op Saba, dat voorheen als logement of hotelletje door het eilandsbestuur werd onderhouden.

## Historie
Zoals gebruikelijk op de eilanden van het Gebiedsdeel Curacao, bouwde de overheid in de twintigerjaren van de 20ste eeuw op Saba logeerhuizen, ook "pasanggrahan" genoemd, voor reizende ambtenaren. In die tijd waren er geen commerciële hotels aanwezig op het eiland waar de ambtenaren die Saba aandeden konden logeren. Incidenteel konden toeristen met toestemming van de gezaghebber ook in de logeerhuizen verblijven. Naast The Bottom had Saba nog een tweede pasanggrahan in Windwardside.
Het gouvernementslogeerhuis in The Bottom was een twee verdiepingengebouw gelegen tussen groene hellingen. De begane grond was ingericht met een salon, bibliotheek, eetkamer en keuken. Op de bovenste verdieping bevonden zich de gastkamers. Deze is voorzien van een uitgebreide trappartij en een achteraanbouw met daarin de badkamers.
In de vijftigerjaren van de 20ste eeuw genoot Cornelia "Cutchie" Jones bekendheid als beheerster, kokkin en houdhoudster van het logement. In 1955 logeerde hier koningin Juliana. Het gouvernementslogeerhuis ging over in particuliere handen in 1964 en ging vervolgens als hotel verder onder de naam Cranston Antique Inn.